# National Football League 2000
La stagione NFL 2000 fu la 81ª stagione sportiva della National Football League, la massima lega professionistica statunitense di football americano. La finale del campionato, il Super Bowl XXXV, si disputò il 28 gennaio 2001 al Raymond James Stadium di Tampa, in Florida e si concluse con la vittoria dei Baltimore Ravens sui New York Giants per 34 a 7. La stagione iniziò il 3 settembre 2000 e si concluse con il Pro Bowl 2001 che si tenne il 4 febbraio 2001 a Honolulu.
La stagione fu l'ultima che iniziò nel fine settimana del Labor Day.

## Modifiche alle regole
- Per ridurre i festeggiamenti di gruppo venne deciso di assegnare penalità di comportamento antisportivo e di comminare delle multe in caso di festeggiamenti effettuati da due o più giocatori.
- Venne stabilito che qualsiasi giocatore con un numero di maglia che lo renda un ricevitore eleggibile (da 1 a 49 e da 80 a 89) possa giocare nella posizione di quarterback senza informarne preventivamente gli arbitri.
- Venne istituita la cosiddetta "regola di Bert Emanuel" in cui si stabilisce che un ricevitore deve avere il pieno possesso e controllo della palla. Se, dopo aver preso la palla, il ricevitore cade a terra e mantiene il chiaro possesso e controllo della stessa, la ricezione è considerata valida anche se la palla tocca terra. La regola venne istituita in seguito ad un controverso episodio verificatosi nella partita della stagione precedente Tampa Bay Buccaneers-Saint Louis Rams in cui il wide receiver dei Buccaneers Bert Emanuel effettuò una ricezione che venne poi annullata dagli arbitri[1].

## Stagione regolare
La stagione regolare iniziò il 3 settembre e terminò il 25 dicembre 2000, si svolse in 17 giornate durante le quali ogni squadra disputò 16 partite.

### Risultati della stagione regolare
- V = Vittorie, S = Sconfitte, P = Pareggi, PCT = Percentuale di vittorie, PF = Punti Fatti, PS = Punti Subiti
- La qualificazione ai play-off è indicata in verde (tra parentesi il seed)

| AFC East               |    |    |   |     |     |     |
| Squadra                | V  | S  | P | PCT | PF  | PS  |
| (3) Miami Dolphins     | 11 | 5  | 0 | 688 | 323 | 226 |
| (6) Indianapolis Colts | 10 | 6  | 0 | 625 | 429 | 326 |
| New York Jets          | 9  | 7  | 0 | 563 | 321 | 321 |
| Buffalo Bills          | 8  | 8  | 0 | 500 | 315 | 350 |
| New England Patriots   | 5  | 11 | 0 | 313 | 276 | 338 |

| NFC East                |    |    |   |     |     |     |
| Squadra                 | V  | S  | P | PCT | PF  | PS  |
| (1) New York Giants     | 12 | 4  | 0 | 750 | 328 | 246 |
| (4) Philadelphia Eagles | 11 | 5  | 0 | 688 | 351 | 245 |
| Washington Redskins     | 8  | 8  | 0 | 500 | 281 | 269 |
| Dallas Cowboys          | 5  | 11 | 0 | 313 | 294 | 361 |
| Arizona Cardinals       | 3  | 13 | 0 | 188 | 210 | 443 |

| AFC Central          |    |    |   |     |     |     |
| Squadra              | V  | S  | P | PCT | PF  | PS  |
| (1) Tennessee Titans | 13 | 3  | 0 | 813 | 346 | 191 |
| (4) Baltimore Ravens | 12 | 4  | 0 | 750 | 333 | 165 |
| Pittsburgh Steelers  | 9  | 7  | 0 | 563 | 321 | 255 |
| Jacksonville Jaguars | 7  | 9  | 0 | 438 | 367 | 327 |
| Cincinnati Bengals   | 4  | 12 | 0 | 250 | 185 | 359 |
| Cleveland Browns     | 3  | 13 | 0 | 188 | 161 | 419 |

| NFC Central              |    |    |   |     |     |     |
| Squadra                  | V  | S  | P | PCT | PF  | PS  |
| (2) Minnesota Vikings    | 11 | 5  | 0 | 688 | 397 | 371 |
| (5) Tampa Bay Buccaneers | 10 | 6  | 0 | 625 | 388 | 269 |
| Green Bay Packers        | 9  | 7  | 0 | 563 | 353 | 323 |
| Detroit Lions            | 9  | 7  | 0 | 563 | 307 | 307 |
| Chicago Bears            | 5  | 11 | 0 | 313 | 216 | 355 |

| AFC West            |    |    |   |     |     |     |
| Squadra             | V  | S  | P | PCT | PF  | PS  |
| (2) Oakland Raiders | 12 | 4  | 0 | 750 | 479 | 299 |
| (5) Denver Broncos  | 11 | 5  | 0 | 688 | 485 | 369 |
| Kansas City Chiefs  | 7  | 9  | 0 | 438 | 355 | 354 |
| Seattle Seahawks    | 6  | 10 | 0 | 375 | 320 | 405 |
| San Diego Chargers  | 1  | 15 | 0 | 63  | 269 | 440 |

| NFC West               |    |    |   |     |     |     |
| Squadra                | V  | S  | P | PCT | PF  | PS  |
| (3) New Orleans Saints | 10 | 6  | 0 | 625 | 354 | 305 |
| (6) Saint Louis Rams   | 10 | 6  | 0 | 625 | 540 | 471 |
| Carolina Panthers      | 7  | 9  | 0 | 438 | 310 | 310 |
| San Francisco 49ers    | 6  | 10 | 0 | 375 | 388 | 422 |
| Atlanta Falcons        | 4  | 12 | 0 | 250 | 252 | 413 |

## Play-off
I play-off iniziarono con il Wild Card Weekend il 30 e 31 dicembre 2000. I Divisional Playoff si giocarono il 6 e 7 gennaio 2001 e i Conference Championship Game il 14 gennaio. Il Super Bowl XXXV si giocò il 28 gennaio al Raymond James Stadium di Tampa.

### Seeding
| Seed | American Football Conference             | National Football Conference              |
| ---- | ---------------------------------------- | ----------------------------------------- |
| 1    | Tennessee Titans (vincitori AFC Central) | New York Giants (vincitori NFC East)      |
| 2    | Oakland Raiders (vincitori AFC West)     | Minnesota Vikings (vincitori NFC Central) |
| 3    | Miami Dolphins (vincitori AFC East)      | New Orleans Saints (vincitori NFC West)   |
| 4    | Baltimore Ravens                         | Philadelphia Eagles                       |
| 5    | Denver Broncos                           | Tampa Bay Buccaneers                      |
| 6    | Indianapolis Colts                       | Saint Louis Rams                          |

### Incontri
| Wild Card Game | Wild Card Game                    | Wild Card Game                    | Wild Card Game                    |    |              | Divisional Play-off           | Divisional Play-off                     | Divisional Play-off           |                                          |                                          | Conference Championship                  | Conference Championship | Conference Championship |  |  | Super Bowl XXXV | Super Bowl XXXV | Super Bowl XXXV | Super Bowl XXXV | Super Bowl XXXV |
|                |                                   |                                   |                                   |    |              |                               |                                         |                               |                                          |                                          |                                          |                         |                         |  |  |                 |                 |                 |                 |                 |
|                | 31 dicembre - PSINet Stadium      | 31 dicembre - PSINet Stadium      | 31 dicembre - PSINet Stadium      |    |              | 7 gennaio - Adelphia Coliseum | 7 gennaio - Adelphia Coliseum           | 7 gennaio - Adelphia Coliseum |                                          |                                          |                                          |                         |                         |  |  |                 |                 |                 |                 |                 |
|                | 31 dicembre - PSINet Stadium      | 31 dicembre - PSINet Stadium      | 31 dicembre - PSINet Stadium      |    |              | 7 gennaio - Adelphia Coliseum | 7 gennaio - Adelphia Coliseum           | 7 gennaio - Adelphia Coliseum |                                          |                                          |                                          |                         |                         |  |  |                 |                 |                 |                 |                 |
|                | 31 dicembre - PSINet Stadium      | 31 dicembre - PSINet Stadium      | 31 dicembre - PSINet Stadium      |    |              | 7 gennaio - Adelphia Coliseum | 7 gennaio - Adelphia Coliseum           | 7 gennaio - Adelphia Coliseum |                                          |                                          |                                          |                         |                         |  |  |                 |                 |                 |                 |                 |
|                | 31 dicembre - PSINet Stadium      | 31 dicembre - PSINet Stadium      | 31 dicembre - PSINet Stadium      |    |              | 7 gennaio - Adelphia Coliseum | 7 gennaio - Adelphia Coliseum           | 7 gennaio - Adelphia Coliseum |                                          |                                          |                                          |                         |                         |  |  |                 |                 |                 |                 |                 |
|                | 5                                 | Denver                            | 3                                 |    |              | 7 gennaio - Adelphia Coliseum | 7 gennaio - Adelphia Coliseum           | 7 gennaio - Adelphia Coliseum |                                          |                                          |                                          |                         |                         |  |  |                 |                 |                 |                 |                 |
|                | 5                                 | Denver                            | 3                                 | 4  | Baltimore    | 24                            |                                         |                               |                                          |                                          |                                          |                         |                         |  |  |                 |                 |                 |                 |                 |
|                | 4                                 | Baltimore                         | 21                                | 4  | Baltimore    | 24                            |                                         |                               | 14 gennaio - Network Associates Coliseum | 14 gennaio - Network Associates Coliseum | 14 gennaio - Network Associates Coliseum |                         |                         |  |  |                 |                 |                 |                 |                 |
|                | 4                                 | Baltimore                         | 21                                | 1  | Tennessee    | 10                            |                                         |                               | 14 gennaio - Network Associates Coliseum | 14 gennaio - Network Associates Coliseum | 14 gennaio - Network Associates Coliseum |                         |                         |  |  |                 |                 |                 |                 |                 |
|                |                                   |                                   |                                   | 1  | Tennessee    | 10                            |                                         |                               | 14 gennaio - Network Associates Coliseum | 14 gennaio - Network Associates Coliseum | 14 gennaio - Network Associates Coliseum |                         |                         |  |  |                 |                 |                 |                 |                 |
|                |                                   |                                   |                                   |    |              |                               |                                         |                               | 14 gennaio - Network Associates Coliseum | 14 gennaio - Network Associates Coliseum | 14 gennaio - Network Associates Coliseum |                         |                         |  |  |                 |                 |                 |                 |                 |
|                | 30 dicembre - Pro Player Stadium  | 30 dicembre - Pro Player Stadium  | 30 dicembre - Pro Player Stadium  | 4  | Baltimore    | 16                            |                                         |                               |                                          |                                          |                                          |                         |                         |  |  |                 |                 |                 |                 |                 |
|                | 30 dicembre - Pro Player Stadium  | 30 dicembre - Pro Player Stadium  | 30 dicembre - Pro Player Stadium  | 4  | Baltimore    | 16                            | 6 gennaio - Network Associates Coliseum |                               |                                          |                                          |                                          |                         |                         |  |  |                 |                 |                 |                 |                 |
|                | 30 dicembre - Pro Player Stadium  | 30 dicembre - Pro Player Stadium  | 30 dicembre - Pro Player Stadium  |    | 2            | Oakland                       | 3                                       |                               |                                          |                                          |                                          |                         |                         |  |  |                 |                 |                 |                 |                 |
|                | 30 dicembre - Pro Player Stadium  | 30 dicembre - Pro Player Stadium  | 30 dicembre - Pro Player Stadium  |    | 2            | Oakland                       | 3                                       |                               |                                          |                                          |                                          |                         |                         |  |  |                 |                 |                 |                 |                 |
|                | 6                                 | Indianapolis                      | 17                                |    |              |                               |                                         |                               |                                          |                                          |                                          |                         |                         |  |  |                 |                 |                 |                 |                 |
|                | 6                                 | Indianapolis                      | 17                                | 3  | Miami        | 0                             |                                         |                               |                                          |                                          |                                          |                         |                         |  |  |                 |                 |                 |                 |                 |
|                | 3                                 | Miami                             | 23                                | 3  | Miami        | 0                             |                                         |                               | 28 gennaio - Raymond James Stadium       | 28 gennaio - Raymond James Stadium       | 28 gennaio - Raymond James Stadium       |                         |                         |  |  |                 |                 |                 |                 |                 |
|                | 3                                 | Miami                             | 23                                | 2  | Oakland      | 27                            |                                         |                               | 28 gennaio - Raymond James Stadium       | 28 gennaio - Raymond James Stadium       | 28 gennaio - Raymond James Stadium       |                         |                         |  |  |                 |                 |                 |                 |                 |
|                |                                   |                                   |                                   | 2  | Oakland      | 27                            |                                         |                               |                                          | 28 gennaio - Raymond James Stadium       | 28 gennaio - Raymond James Stadium       |                         |                         |  |  |                 |                 |                 |                 |                 |
|                |                                   |                                   |                                   |    |              |                               |                                         |                               |                                          | 28 gennaio - Raymond James Stadium       | 28 gennaio - Raymond James Stadium       |                         |                         |  |  |                 |                 |                 |                 |                 |
|                | 30 dicembre - Louisiana Superdome | 30 dicembre - Louisiana Superdome | 30 dicembre - Louisiana Superdome | A4 | Baltimore    | 34                            |                                         |                               |                                          |                                          |                                          |                         |                         |  |  |                 |                 |                 |                 |                 |
|                | 30 dicembre - Louisiana Superdome | 30 dicembre - Louisiana Superdome | 30 dicembre - Louisiana Superdome | A4 | Baltimore    | 34                            | 6 gennaio - Metrodome                   |                               |                                          |                                          |                                          |                         |                         |  |  |                 |                 |                 |                 |                 |
|                | 30 dicembre - Louisiana Superdome | 30 dicembre - Louisiana Superdome | 30 dicembre - Louisiana Superdome |    | N1           | N.Y. Giants                   | 7                                       |                               |                                          |                                          |                                          |                         |                         |  |  |                 |                 |                 |                 |                 |
|                | 30 dicembre - Louisiana Superdome | 30 dicembre - Louisiana Superdome | 30 dicembre - Louisiana Superdome |    | N1           | N.Y. Giants                   | 7                                       |                               |                                          |                                          |                                          |                         |                         |  |  |                 |                 |                 |                 |                 |
|                | 6                                 | St. Louis                         | 28                                |    |              |                               |                                         |                               |                                          |                                          |                                          |                         |                         |  |  |                 |                 |                 |                 |                 |
|                | 6                                 | St. Louis                         | 28                                | 3  | New Orleans  | 16                            |                                         |                               |                                          |                                          |                                          |                         |                         |  |  |                 |                 |                 |                 |                 |
|                | 3                                 | New Orleans                       | 31                                | 3  | New Orleans  | 16                            |                                         |                               | 14 gennaio - Giants Stadium              | 14 gennaio - Giants Stadium              | 14 gennaio - Giants Stadium              |                         |                         |  |  |                 |                 |                 |                 |                 |
|                | 3                                 | New Orleans                       | 31                                | 2  | Minnesota    | 34                            |                                         |                               | 14 gennaio - Giants Stadium              | 14 gennaio - Giants Stadium              | 14 gennaio - Giants Stadium              |                         |                         |  |  |                 |                 |                 |                 |                 |
|                |                                   |                                   |                                   | 2  | Minnesota    | 34                            |                                         |                               | 14 gennaio - Giants Stadium              | 14 gennaio - Giants Stadium              | 14 gennaio - Giants Stadium              |                         |                         |  |  |                 |                 |                 |                 |                 |
|                |                                   |                                   |                                   |    |              |                               |                                         |                               | 14 gennaio - Giants Stadium              | 14 gennaio - Giants Stadium              | 14 gennaio - Giants Stadium              |                         |                         |  |  |                 |                 |                 |                 |                 |
|                | 31 dicembre - Veterans Stadium    | 31 dicembre - Veterans Stadium    | 31 dicembre - Veterans Stadium    | 2  | Minnesota    | 0                             |                                         |                               |                                          |                                          |                                          |                         |                         |  |  |                 |                 |                 |                 |                 |
|                | 31 dicembre - Veterans Stadium    | 31 dicembre - Veterans Stadium    | 31 dicembre - Veterans Stadium    | 2  | Minnesota    | 0                             | 7 gennaio - Giants Stadium              |                               |                                          |                                          |                                          |                         |                         |  |  |                 |                 |                 |                 |                 |
|                | 31 dicembre - Veterans Stadium    | 31 dicembre - Veterans Stadium    | 31 dicembre - Veterans Stadium    |    | 1            | N.Y. Giants                   | 41                                      |                               |                                          |                                          |                                          |                         |                         |  |  |                 |                 |                 |                 |                 |
|                | 31 dicembre - Veterans Stadium    | 31 dicembre - Veterans Stadium    | 31 dicembre - Veterans Stadium    |    | 1            | N.Y. Giants                   | 41                                      |                               |                                          |                                          |                                          |                         |                         |  |  |                 |                 |                 |                 |                 |
|                | 5                                 | Tampa Bay                         | 3                                 |    |              |                               |                                         |                               |                                          |                                          |                                          |                         |                         |  |  |                 |                 |                 |                 |                 |
|                | 5                                 | Tampa Bay                         | 3                                 | 4  | Philadelphia | 10                            |                                         |                               |                                          |                                          |                                          |                         |                         |  |  |                 |                 |                 |                 |                 |
|                | 4                                 | Philadelphia                      | 21                                | 4  | Philadelphia | 10                            |                                         |                               |                                          |                                          |                                          |                         |                         |  |  |                 |                 |                 |                 |                 |
|                | 4                                 | Philadelphia                      | 21                                | 1  | N.Y. Giants  | 20                            |                                         |                               |                                          |                                          |                                          |                         |                         |  |  |                 |                 |                 |                 |                 |

### Vincitore
| Vincitori del Super Bowl XXXV Baltimore Ravens 1º titolo |

## Premi individuali
| MVP della NFL                 | Marshall Faulk, Running back, St. Louis |
| Allenatore dell'anno          | Jim Haslett, New Orleans                |
| Giocatore offensivo dell'anno | Marshall Faulk, Running back, St. Louis |
| Difensore dell'anno           | Ray Lewis, Linebacker, Baltimore        |
| Rookie offensivo dell'anno    | Mike Anderson, Running Back, Denver     |
| Rookie offensivo dell'anno    | Brian Urlacher, Linebacker, Chicago     |
| Comeback Player of the Year   | Joe Johnson, Defensive End, New Orleans |